# Masters of War

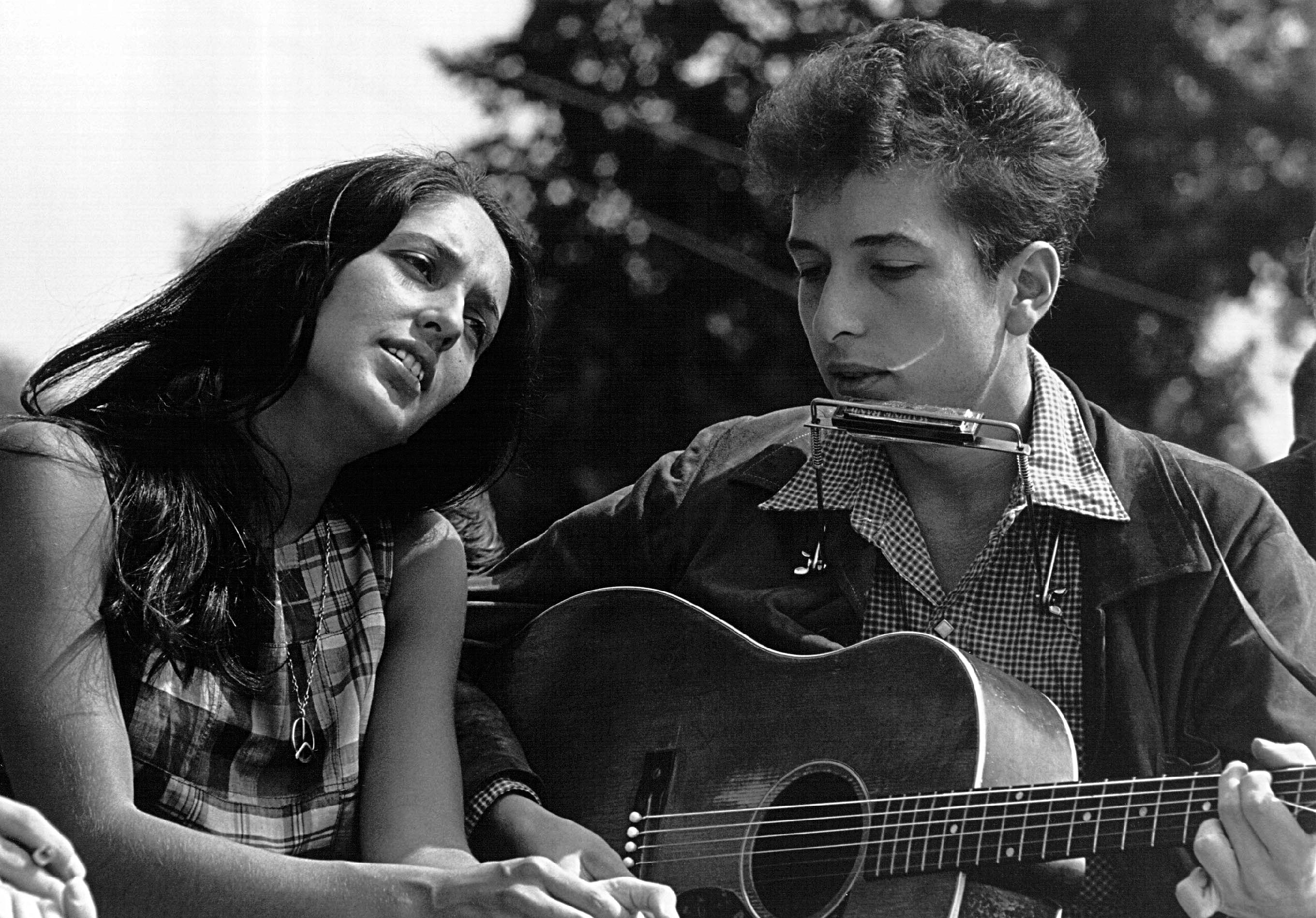
Bob Dylan (med gitarren) och Joan Baez under Marschen till Washington för arbete och frihet.

Masters of War är en sång av Bob Dylan, skriven 1963 och utgiven samma år på The Freewheelin' Bob Dylan, Dylans andra album. En elektrisk version av låten finns med på livealbumet Real Live från 1984.
Musiken uppges vara skriven av Dylan men bär starka likheter med den engelska folkvisan "Nottamun Town". Texten däremot är skriven helt av Dylan och är ett fränt angrepp på militärindustrin, som tjänar pengar på krig och lidande men sedan avsäger sig allt ansvar. Sången vänder sig mot det militärindustriella komplexet som president Eisenhower hade varnat för ett par år tidigare och som den amerikanske sociologen C. Wright Mills i sin studie Makteliten (Power Elite, 1956) hävdade i praktiken styrde den amerikanska politiken.
Flera artister har gjort coverversioner av sången. Bland annat har Pearl Jam spelat den live vid flera tillfällen och Queentrummisen Roger Taylor spelade in den till sitt soloalbum Strange Frontier från 1984. Mikael Wiehe har gjort en svensk översättning med namnet "Ni som tjänar på krig" som finns med på albumet Dylan från 2006. Låten finns också på Wiehes och Ebba Forsbergs album Dylan på svenska från 2007. Låten finns med på Dan Tillbergs album "Kärlek minus noll" från 1982, då i översättning av Mats Zetterberg.
Den brittiska musiktidningen Mojo utsåg 2004 "Masters of War" till den bästa protestsången genom tiderna.

## Album
- The Freewheelin' Bob Dylan - 1963
- Masterpieces - 1978
- Real Live - 1984
- Biograph - 1985
- The 30th Anniversary Concert Celebration - 1993
- Dylan - 2007